# Michal Hvorecký
Michal Hvorecký  (Bratislava, 29 de desembre 1976) és un escriptor  eslovac.

## Biografia
És l'autor de dos llibres de contes: Silný pocit čistoty (Fort sentit de la neteja) (1998) i Lovci & zberači (Caçadors i recol·lectors) (2001). La seva novel·la Posledný hit (El hit final) va aparèixer el 2003, Plyš el 2005 i  Eskorta el 2007.
Els seus llibres han estat traduïts a alemany, polonès, txec i italià. Les traduccions de les seves obres de ficció i el periodisme han aparegut en edicions a Alemanya, el Regne Unit, Eslovènia, Hongria, Polònia i República Txeca. La novel·la Plyš va ser dramatitzada i es va estrenar al Teatre Na Zabradli de Praga i al Schauspiel de Hannover. A més, Hvorecký escriu regularment per a diversos diaris i revistes.
Ha estat guardonat amb diversos premis i beques literàries, entre les quals el Literary Colloquium de Berlín, Museumsquartier de Viena, Goethe Institut de Múnic, i un Programa Internacional d'Escriptura als Estats Units.
L'autor també contribueix als diaris eslovacs, com cada dia al SME. Alguns dels seus articles han estat traduïts a l'anglès i es poden trobar al portal web Project Forum.
En 2000 va ser cofundador del Festival Wilsonic de Bratislava amb Tibor Holoda i va ser un dels seus co-organitzadors fins a l'any 2001.
Viu a Bratislava, Eslovàquia.

## Obra Publicada
- 1998 – Silný pocit čistoty (Fort sentit de la neteja)
- 2001 – Lovci & zberači (Caçadors i recol·lectors)
- 2003 – Posledný hit (El hit final)
- 2005 – Plyš
- 2007 – Eskorta
- 2008 – Pastiersky list
- 2010 – Dunaj v Amerike
- 2012 – Naum, poviedkový
- 2013 - Spamäti